# Centre d'arnaque
 (mars 2025).

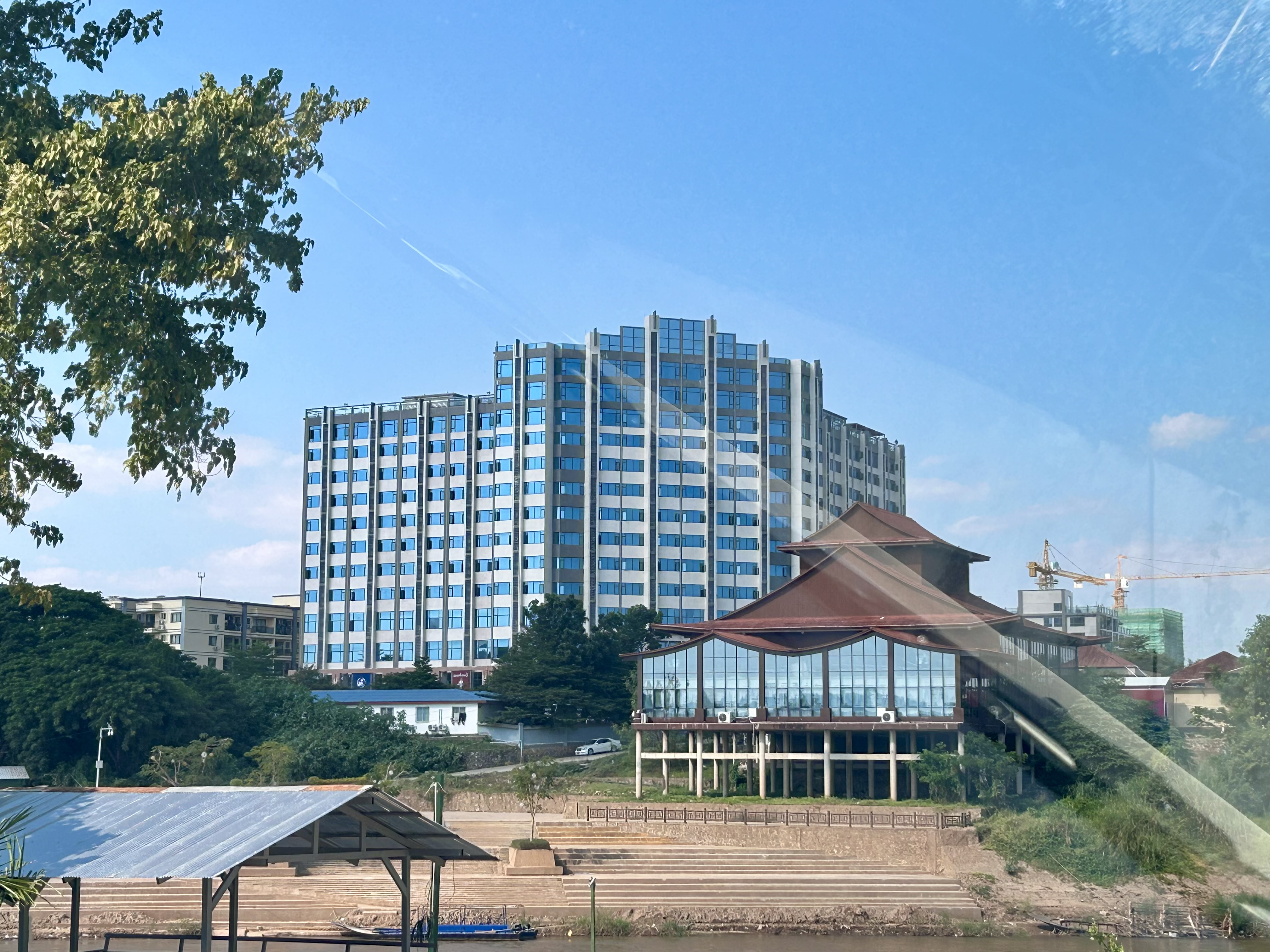
Centre d'arnaque de Shwe Kokko, Birmanie.

Un centre d'arnaque, une usine à scam, une usine de fraude, une ferme à scam, une usine d'escroquerie ou un complexe d'arnaque sont un ensemble de grandes organisations frauduleuses généralement impliquées dans des opérations de trafic d'êtres humains, généralement en Asie du Sud-Est. Elles sont souvent exploitées par un gang criminel ou une mafia. Les centres d'arnaques attirent les ressortissants étrangers grâce à de fausses offres d'emploi. Les passeports des victimes du trafic sont ensuite confisqués et elles sont menacées de prélèvement d'organes et de prostitution forcée si elles ne parviennent pas à escroquer suffisamment. Ils sont contraints à l’esclavage moderne pour inciter les internautes du monde entier à acheter frauduleusement des crypto-monnaies ou à retirer de l’argent via les réseaux sociaux et les applications de rencontres en ligne. Une des arnaques typiques pratiquées dans ces centres est connue sous le nom de « arnaque à l'abattage du cochon ».
Les opérations des centres d'arnaque prolifèrent au Cambodge, en Birmanie, au Laos et dans d’autres pays et sont favorisées par les situations politiques complexes de ces pays comme la guerre civile birmane,. Ce type d'usine voit le jour dans les anciens casinos des différents gangs ayant vu leurs revenus traditionnels provenant des jeux d'argent grandement diminuer durant la pandémie de COVID-19 et leurs activités se sont ensuite de plus en plus concentrées sur les usines de fraude pour récupérer les revenus perdus.
Les usines de fraude sont souvent exploitées par des syndicats criminels chinois basés en Asie du Sud-Est et généreraient plus d'une dizaine de milliards de dollars par an,,.

## Victimes de la traite d'êtres humains
Selon les estimations du United States Institute of Peace, le nombre de personnes retenues contre leur gré dans des centres d'arnaque situés dans la vaste région couvrant le Myanmar, le Laos et le Cambodge atteindrait 305 000 personnes. La grande majorité de ces captifs seraient originaires d’Asie.
Fin 2023, le Haut-Commissariat des Nations Unies aux droits de l’homme estimait le nombre victime de trafic détenues dans des centres de fraude à au moins 120 000 personnes en Birmanie. 
Au moins 100 000 personnes sont détenues dans des circonstances similaires au Cambodge. D’autres opérations de l'ONU menées au Laos, aux Philippines et en Thaïlande estiment à plusieurs dizaines de milliers le nombre de victimes,,.
Les victimes sont recrutées par divers moyens, souvent à travers des promesses mensongères ou la coercition. Les principales méthodes utilisées sont les fausses offres d'emploi, les prêts frauduleux, les mariages forcés ou directement les enlèvements,.
Les victimes proviennent généralement de milieux vulnérables, notamment des zones rurales pauvres, des minorités ethniques ou des migrants en quête de travail. D'après le rapport de l'ONU, les organisations criminelles opérant ce trafic trouveraient des victimes de toute la région de l’ASEAN (Indonésie, Malaisie, Birmanie, Philippines, Laos, Singapour, Thaïlande et Viet Nam). On trouve aussi des esclaves venant de Chine, de Hong Kong de Taïwan, d’Afrique et d’Amérique latine.

## Modes opératoires des centres
Les trafiquants confisquent les passeports de leurs victimes et les forcent à travailler jusqu'à 16h par jour sous peine de trafic d'organes, de tortures et de viols. Certaines victimes de la traite sont revenues avec des membres cassés, suite aux coups infligés par leurs ravisseurs. D'autres articles mentionnent des électrochocs, des courses à pied forcées, de la privation de nourriture, de l'isolement forcé, voire la mort si le travail fait n'est pas au goût des organisations criminelles,,. La Blue Dragon Children's Foundation signale que les victimes de la traite, forcées de travailler dans des opérations d'escroquerie en Birmanie, sont obligées de vendre leurs organes si elles ne parviennent pas à atteindre les quotas.
En tant que motivation, les centres libèrent leurs victimes si elles obtiennent une certaine somme d'argent ou que leurs proches payent une rançon. Par exemple, on rapporte que des Kényans victimes de la traite n'ont pas été autorisés à partir à moins de payer 9000€. Un autre exemple rapporté à Amnesty International évoque des sommes de 4000€ pour une libération. Cet somme est difficile à atteindre dans ces milieux hostiles où les gangs rémunèrent leurs victimes seulement 2 à 3% du montant arnaqué.
Concernant les arnaques mises en place par les centres, les employés sont formés pour créer des profils de réseaux sociaux et d'applications de rencontres en ligne pour qu'ils utilisent pour établir la confiance et extorquer de l'argent aux Occidentaux. Ils peuvent se livrer à de fausses escroqueries sentimentales, dans le but d'encourager les occidentaux à acheter des crypto-monnaies,. L'arnaque à l'abattage du cochon est aussi très répandue dans ce type de centres et consiste à rendre une partie de l'argent donné par la victime pour créer un climat de confiance et l'inciter à donner encore plus. Les pays les plus touchés par les arnaques des usines à fraudes sont les pays riches occidentaux, généralement situés en Europe ou en Amérique du Nord.

## Revenus
Une étude de l’Université du Texas rendue publique en mars 2024 estime que la technique dite de « l'arnaque à l'abattage du cochon », couramment utilisée dans les centres d'arnaque d’Asie du Sud-Est, aurait généré plus de 75 milliards de dollars de recettes depuis 2020 à l’échelle régionale. 